# Emil z Lönnebergi
Emil z Lönnebergi (szw. Emil i Lönneberga, niem. Michel aus Lönneberga) – szwedzko-wschodnioniemiecki telewizyjny serial dla dzieci i młodzieży z 1973 r. Adaptacja cyklu książek Astrid Lindgren pt. Emil ze Smalandii, a także kontynuacja trzech filmów, nakręconych w latach 1971–1973, w reżyserii Ollego Hellboma z Janem Ohlssonem w roli głównej pt. Emil ze Smolandii (1971), Nowe psoty Emila ze Smolandii (1972) oraz Emil i prosiaczek (1973).
W Polsce premiera serialu nastąpiła dopiero w roku 1990, na antenie telewizji publicznej.

## Opis fabuły
Serial opowiada o kilkuletnim Emilu Svenssonie, sympatycznym urwisie, mieszkającym wraz z rodziną na farmie Katthult we wsi Lönneberga w szwedzkiej krainie historycznej – Smalandii, który niemal codziennie płata jakiegoś psikusa. Po każdym figlu chłopiec jest za karę zamykany przez swego ojca w drewutni, w której rzeźbi nowego drewnianego ludzika.

## Obsada aktorska
- Astrid Lindgren – narrator
- Jan Ohlsson – Emil Svensson
- Lena Wisborg – Ida Svensson, młodsza siostra Emila
- Allan Edwall – Anton Svensson, ojciec Emila i Idy
- Emy Storm – Alma Svensson, matka Emila i Idy
- Björn Gustafson – Alfred
- Maud Hansson – Lina
- Carsta Löck – Krösa-Maja